# قلعه کاواته
قلعه کاواته (به ژاپنی: 川手城, Kawate-jō) قلعه ای بود که بین دوره نانبوکوچو و دوره سنگوکو در استان گیفو، ژاپن وجود داشت. این قلعه جایگزین قلعه ناگاموری در منطقه شد و به عنوان محلی برای اقامت شوگو (فرماندار) به کار می‌رفت تا اینکه سایتو دوسان به قلعه قلعه گیفو تغییر مکان داد.